# Győr
Győr (tysk: Raab) er en by i det nordvestlige Ungarn, hvor den er hovedby i amtet Győr-Moson-Sopron.
Byen har 130.191(2024) indbyggere, hvilket gør den til landets sjettestørste by.
Under det Osmanniske Rige blev byen kaldt Yanık.